# KkStB 4

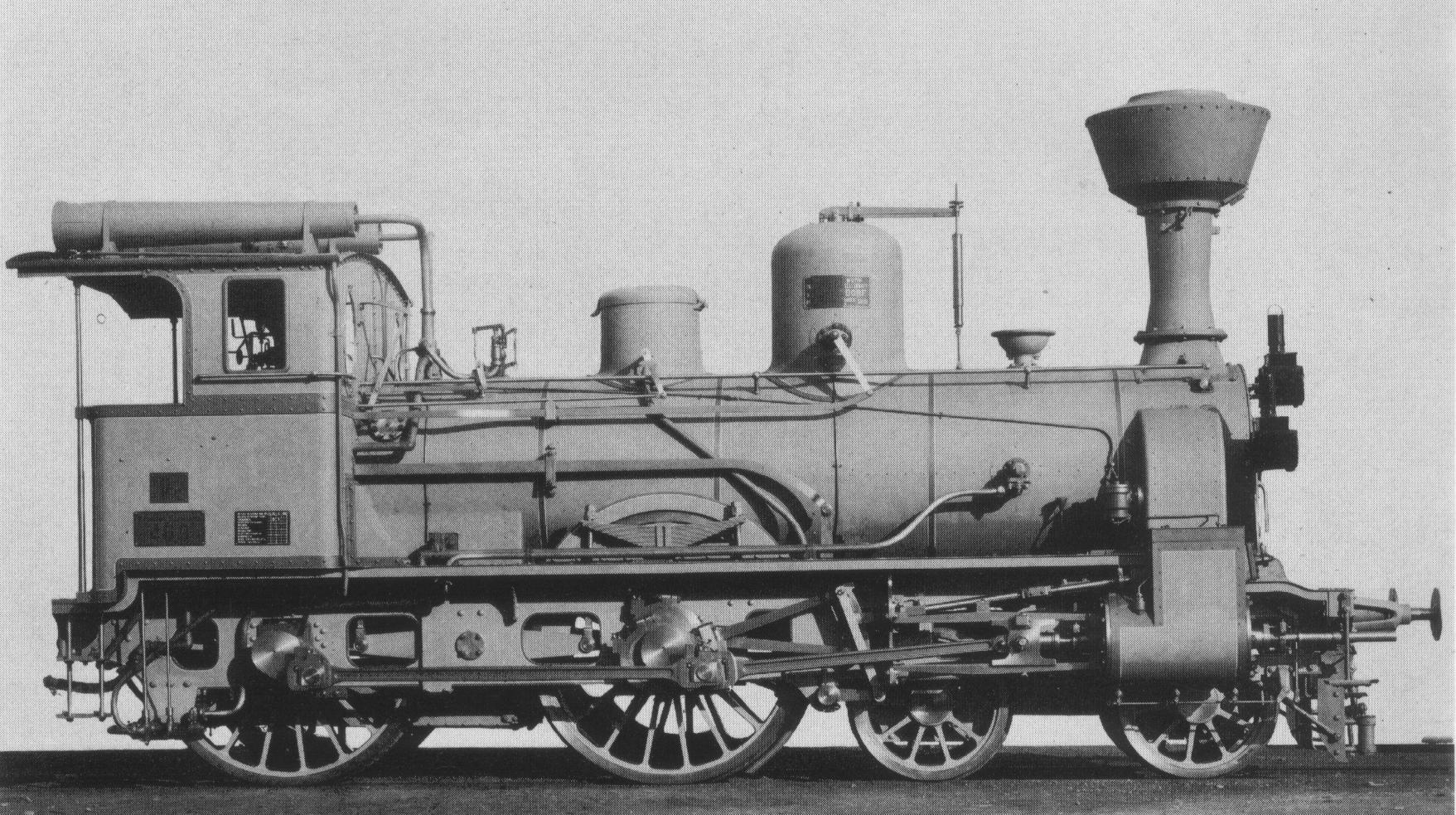
KkStB 4

KkStB 4 був швидким паротягом приватних і державних залізниць Австро-Угорської імперії.

## Історія
Запровадження нових більших і масивніших вагонів потребувало більш потужних паротягів. На основі паротяга серії 2 розробили паротяг серії 4. KkStB 4 випускався доволі значною серією з 213 локомотивів основними локомотивобудівними фабриками Австро-Угорщини - віденськими Wiener Neustädter Lokomotivfabrik, Lokomotivfabrik Floridsdorf, Lokomotivfabrik der StEG та Krauss. Linz.
Паротяги 4.01–180 використовувала Ц.к. австрійська державна залізниця (kkStB). Паротяги 4.181–193 були модернізованими паротягами kkStB 3.01–13. Для Львівсько-Чернівецько-Ясська залізниці (LCJE) призначались 4.194–195. Для Богемської Західної залізниці (нім. Böhmischen Westbahn) (BWB) паротяги 4.196–199, які отримали імена "GERSTNER", "REDTENBACHER", "SCHNIRCH", "VIGNOLES". Серія 4.201–214 виникла внаслідок перейменування kkStB 104.01–14 і призначалась для Залізниці імені імператора Франца Йосифа (нім. Kaiser-Franz-Josephs-Bahn). Паротяги 4.100–199 перевели у серію 5.00–99 (1905).
Після завершення війни паротяги потрапили до залізниць новоутворених держав - PKP як серія Od13 з 24 паротягів, ČSD - серія 254.2 (з 52 експлуатували 38), FS - серія 543.001-012, JDŽ - 18, CFR - 10, декілька в УРСР, решта в BBÖ. У BBÖ паротяги використовували до 1930, у ČSD до 1937,. Декілька паротягів потрапило до DR, де в час війни отримали позначення  36.70.

### Паротяги KkStB 4 на Львівсько-Чернівецько-Ясська залізниці
|                 |                                 |            |                  |                |             |            |
| Фабричний номер | Виробник                        | Позначення | Позначення kkStB | kkStB (з 1905) | Після війни | Списано    |
| WrN 3640/93     | W. Neust. Lokomotivfabrik. 1893 | LCJE       | KkStB 538        | 4.138          | ČSD 254.217 | 24.08.1927 |
| WrN 3673/93     | W. Neust. Lokomotivfabrik. 1893 | LCJE       | KkStB 550        | 4.150          | СРСР        |            |
| WrN 3744/94     | W. Neust. Lokomotivfabrik. 1894 | LCJE       | KkStB 556        | 4.156          | BBÖ         | 1926       |
| WrN 3779/95     | W. Neust. Lokomotivfabrik. 1895 | LCJE       | KkStB 561        | 4.161          | PKP         | до 1935    |
| WrN 3790/95     | W. Neust. Lokomotivfabrik. 1895 | LCJE       | KkStB 564        | 4.164          | BBÖ; DRB    | 1940       |
| WrN 3791/95     | W. Neust. Lokomotivfabrik. 1895 | LCJE       | KkStB 565        | 4.165          | SHS         |            |
| WrN 3904/96     | W. Neust. Lokomotivfabrik. 1896 | LCJE       | KkStB 594        | 4.194          | ČSD 254.233 | 12.09.1928 |
| WrN 3905/96     | W. Neust. Lokomotivfabrik. 1896 | LCJE       | KkStB 595        | 4.195          | FS 543.010  | 01.10.1923 |

### Технічні дані паротяга KkStB 4
|                              | |
| Розміри                      | Параметри                                                                                                |
| Роки випуску                 | 1885–1897                                                                                                |
| Країна-виробник              | Австро-Угорська імперія                                                                                  |
| Завод-виробник               | Krauss.Linz • Wiener Neustädter Lokomotivfabrik • Lokomotivfabrik Floridsdorf • Lokomotivfabrik der StEG |
| Ширина колії                 | 1435 mm                                                                                                  |
| Тип                          | 2'B n2                                                                                                   |
| Кількість циліндрів          | 2 |
| Діаметр циліндрів            | 435 мм                                                                                                   |
| Хід поршня                   | 632 мм                                                                                                   |
| Тиск пари                    | 11 атм.                                                                                                  |
| Висота                       | 4.564 мм                                                                                                 |
| Довжина                      | 8.870 мм                                                                                                 |
| Загальна база рушійних коліс | 2.500 мм                                                                                                 |
| Загальна колісна база        | 5.900 мм                                                                                                 |
| Діаметр рушійних коліс       | 1.820 мм                                                                                                 |
| Діаметр бігункових коліс     | 1.034 мм                                                                                                 |
| Кількість труб нагріву       | 186 |
| Площа труб нагріву           | 108,00 м²                                                                                                |
| Площа зони нагрівання        | 7,00 м²                                                                                                  |
| Площа колосникових ґрат      | 2,06 м²                                                                                                  |
| Маса паротяга порожнього     | т |
| Маса паротяга робоча         | 45,5 т                                                                                                   |
| Зчіпна маса локомотива       | 27,0 т                                                                                                   |
| Швидкість                    | 80 км/год                                                                                                |
| Тендер                       | 8, 10, 13, 18, 22, 31, 34, 35, 36, 40, 66                                                                |